# Breteil
Breteil es una comuna francesa situada en el departamento de Ille y Vilaine, en la región de Bretaña. 

## Historia
En 1120, Raoul de Montfort incluyó el castillo de Breteil en la dote de su hija para su boda con el conde de la Riolaye.
La parroquia de Breteil podría haber sido creada a partir de su separación de la antigua parroquia de Pleumeleuc. La historia de la parroquia es poco conocida hasta 1122, cuando la Abadía de Saint-Melaine de Rennes tomó posesión de la Iglesia de Breteil.
En 1152, el Señor de Montfort-sur-Meu donó a la abadía Saint-Jacques de Montfort dos campos agrícolas en Breteil para contribuir con las actividades de los monjes.
En el pueblo de Breteil un sacerdote llamado Guillaume cedió una casa a la abadía de Montfort-sur-Meu.
Como en todas partes en Bretaña y especialmente en la Alta Bretaña, los campesinos tenían tierras, pero por lo general eran superficies pequeñas. Relativamente pocos campesinos tenían cierta seguridad económica. Los demás, excepto los agricultures, tenían que trabajar como jornaleros y sirvientes. En 1774 había 167 sirvientes para 1271 habitantes, por lo que eran proporcionalmente menos numerosos que en algunos parroquias vecinas.
El territorio de la parroquia dependía principalmente de dos jurisdicciones:
- Jurisdicción de Breteil y Riollais
- Jurisdicción de Touche Parthenay, Launay-Sinan y la Gautrais.[3]

El impuesto de capitación, el vigésimo y otros impuestos eran cobrados por recaudadores que viajaban a través de la parroquia, por entonces dividida en cuatro distritos: el pueblo (bourg), la Abadía, la Boulais y Painbay.

### La revolución
El 1 de abril de 1789 los habitantes se reunieron para redactar el cuaderno de quejas para los estados generales. Un total de 71 votantes eligieron a Mathurin Vitré de la Corbinais y Noël Legros para participar en la reunión del tercer estado de la sénéchausse de Rennes.
En enero de 1791 ningún sacerdote juró la Constitución Civil del Clero. En 1792, con la ley del 26 de agosto y la elección de François-Guy Martin como cura constitucional, son obligados al exilio o a una clandestinidad facilitada por el apoyo de los campesinos.
En marzo de 1793, durante los disturbios provocados por la leva masiva de 300 000 hombres, la rectoría y una granja fueron saqueados por unos 300 bandoleros. El 19 de marzo, mujeres y niños hicieron sonar la alarma golpeando campanas con martillos, puesto que los hombres habían sido reclutados el día anterior por la guardia nacional de Montfort-sur-Meu. De los 22 soldados requeridos para formar el contingente, solo había 5 voluntarios. La guardia nacional solo necesitó realizar algunos disparos para hacer huir a los insurgentes. A raíz de estos hechos, 14 habitantes de Breteil fueron encarcelados entre marzo y abril y luego liberados.
En 1794, la revuelta de los chouans se expandió. En La Herdrouais, Jean Eveillard, capitán de la guardia nacional, fue asesinado el 31 de diciembre mientras combatía a hombres enmascarados que buscaban armas. Marie Gallais, esposa de otro Jean Eveillard, y su hija corrieron la misma suerte el 16 de diciembre de 1795. Estos últimos asesinatos sugieren una confusión de familias.

## Demografía
| 815 | 833 | 1685 | 2436 | 2788 | 2974 | 3632 |
| Para los censos de 1962 a 1999 la población legal corresponde a la población sin duplicidades (Fuente: INSEE [Consultar]) |     |      |      |      |      |      |

## Monumentos y lugares históricos

### Monumentos
- Iglesia de Saint-Malo

La nave y el colateral sur fueron construidos en el siglo XVI; su marco tiene una inscripción de 1503. La iglesia destaca por su pórtico, que tiene un arco carinado.
- Capilla de la abadía

Esta capilla, que pertenece a la abadía Saint-Jacques de Montfort-sur-Meu, está creada en esquisto y conglomerado.
- Capilla de la Riolais

Esta capilla parece remontarse al siglo XVII, aunque el frontón esculpido situado en la parte superior de la puerta oriental parece datar del siglo XV o XVI. Curiosamente esta capilla no está orientada, ya que su núcleo está al sur.

### Lugares
- Circuito de senderismo Le pont rozel

Este circuito está habilitado todo el año. El punto de partida es la Plaza de la Iglesia de Breteil.